# Håris

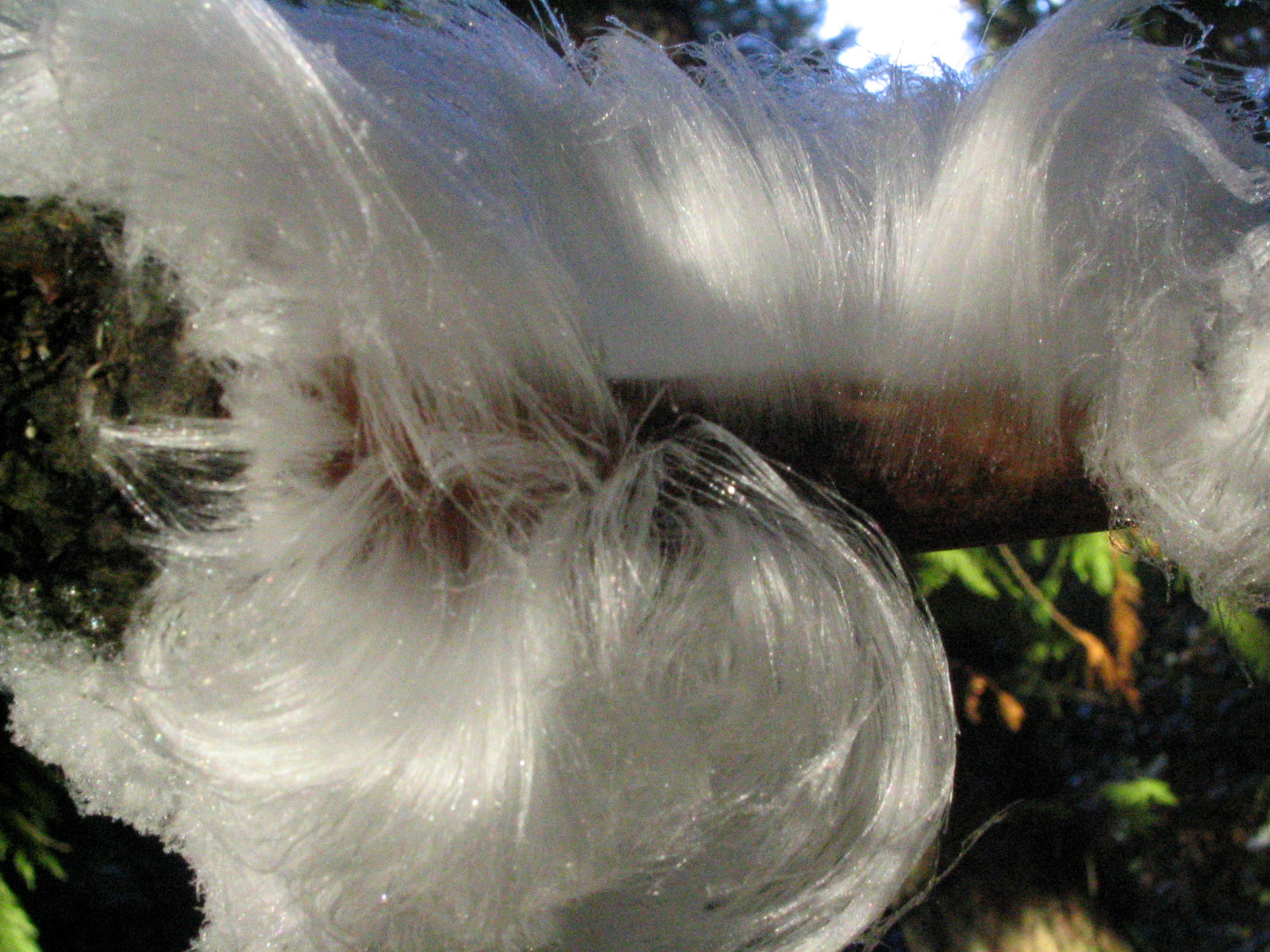
Håris

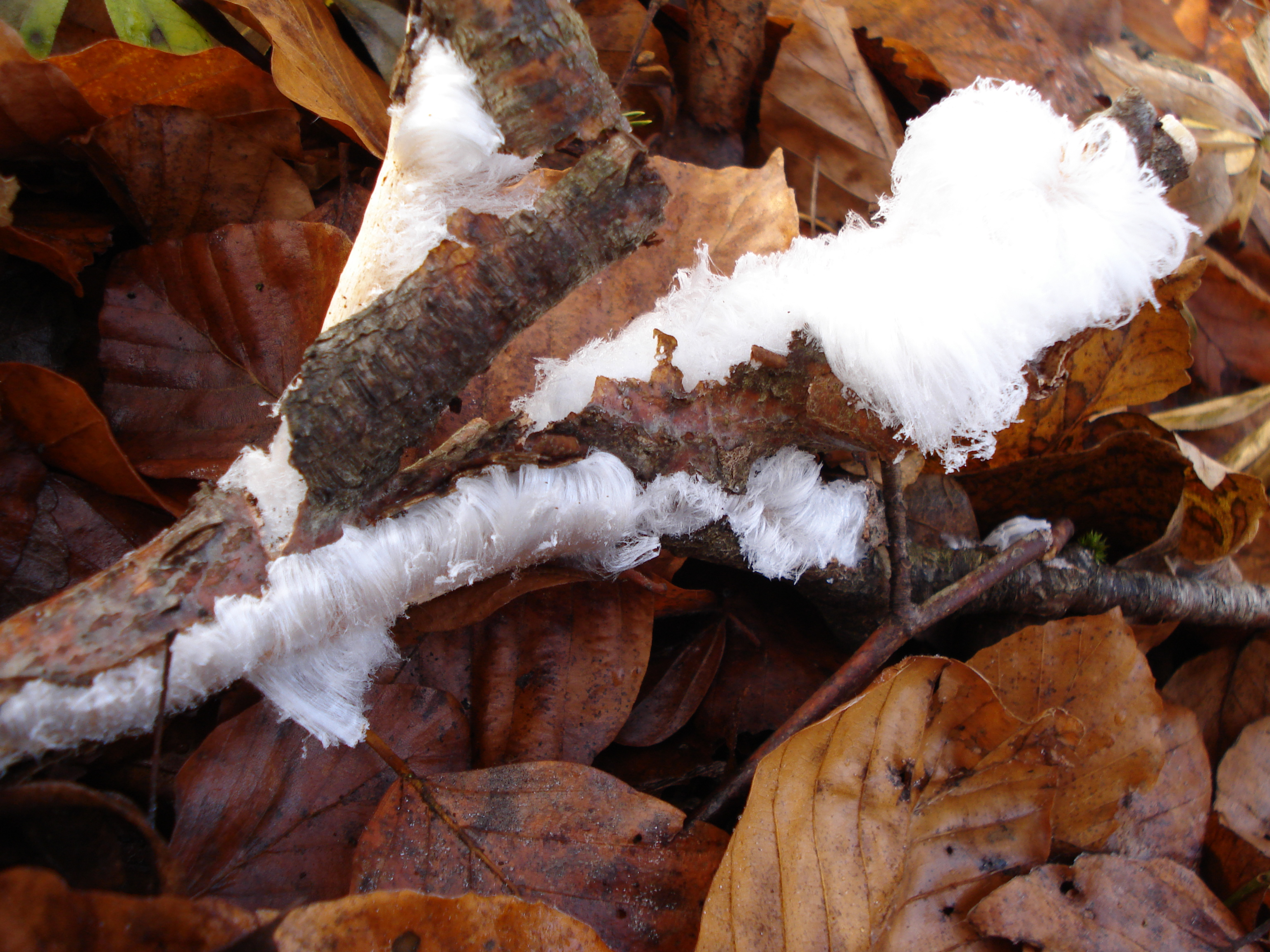
Håris

Håris är fina isnålar som bildas på döda trädgrenar under speciella förhållanden.
Håris kallas även vätteskägg, bomullsis och isull.

## Uppkomst
Fenomenet uppstår på våta, ruttna trägrenar från lövträd, speciellt på bok eller ek, när temperaturen är något under 0 °C och när marken är snöfri.
De exakta förutsättningarna för att håris ska bildas är inte helt klarlagda, men en nödvändig förutsättning är att träet är angripet av svamp. Koldioxiden som bildas när svampen bryter ner träet trycker ut vattnet i träet genom vedstrålarna. I vattnet finns organiska ämnen lösta som katalyserar isbildningen, så att vattnet kan frysa omedelbart när det tränger ut ur träet, trots att temperaturen bara är något under 0 °C.
När hårisen så småningom smälter sammansmälter de flesta ishåren, men på fristående ishår kan man ibland se hur den smälta isen bildar små vattendroppar längs med den återstående tunna strängen av de ovannämnda organiska ämnena.
Redan 1918 föreslog den tyske vetenskapsmannen Alfred Wegener att svampar som bryter ned ved kunde orsaka håris. 2015 kunde tyska och schweiziska forskare påvisa att förekomsten av svampen Exidiopsis effusa är en av de viktigaste komponenterna för uppkomsten av håris . Den svampen återfanns på alla vedbitar som hade håris, och genom att hindra  svampens tillväxt med värme eller fungicider, så uppkom inte heller längre håris. Svampen bildar dessa hårlika iskristaller genom en ännu okänd process, förmodligen genom en cirkulerande återfrysningsprocess som liknar den som antifrysproteiner från vissa bakterier åstadkommer.

## Begrepp och beskrivning
På svenska är begreppet håris inte särskilt väl belagt; det saknas i åtskilliga stora ordlistor och uppslagsverk, som SAOB, SAOL och Nationalencyklopedin. Fenomenet kallas även vätteskägg.
Fenomenet beskrevs vetenskapligt första gången 1918, av meteorologen Alfred Wegener. Han förmodade redan då att någon svamp hade med saken att göra.